# 赫德蘭 (密蘇里州)
赫德蘭（英語：Hurdland）是位於美國密蘇里州諾克斯縣的城市。

## 人口
根據2020年美國人口普查的數據，赫德蘭的面積為0.86平方千米，皆為陸地。當地共有人口155人，而人口密度為每平方千米180人。